# Ла-Лосілья
Ла-Лосілья (ісп. La Losilla) — муніципалітет в Іспанії, у складі автономної спільноти Кастилія-і-Леон, у провінції Сорія. Населення — 12 осіб (2010).
Муніципалітет розташований на відстані близько 200 км на північний схід від Мадрида, 19 км на північний схід від Сорії.

## Демографія
Динаміка населення (INE ):